# Равно (Добє)
Равно (словен. Ravno) — поселення в общині Добє, Савинський регіон, Словенія. Висота над рівнем моря: 522,7 м.